# Gingergrund
Gingergrund är en ö i Finland. Den ligger i Norra kvarken och i kommunen Korsholm i Österbotten, i den västra delen av landet. Ön ligger omkring 12 kilometer nordväst om Vasa. Gingergrund ligger sydost från Replotbron och söder från byn Alskat.
Öns area är 7,3 hektar och dess största längd är 0,5 kilometer i nord-sydlig riktning. På ön finns några fritidshus.
Sydväst om Gingergrund ligger en mindre ö, Gingergrundsbådan.